# Gamasellus alexandrovae
Gamasellus alexandrovae är en spindeldjursart som beskrevs av Davydova 1982. Gamasellus alexandrovae ingår i släktet Gamasellus och familjen Ologamasidae. Inga underarter finns listade i Catalogue of Life.